# Маяк (космический аппарат)
Мая́к — малый космический аппарат формата Кубсат 3U, выполненный в соответствии с требованиями стандарта Cubesat Design Specifications Rev 13.
Запуск состоялся 14 июля 2017 года в 9:36 (мск) с пусковой площадки 31 космодрома Байконур
Разработан на базе Университета машиностроения (МАМИ). Первый в России космический аппарат, средства на который были собраны при помощи краудфандинга (проект сбора средств на постройку аппарата завершился с результатом 936 998 рублей).

## Запуск
Спутник был запущен 14 июля 2017 года в 9:36 (мск) с пусковой площадки 31 космодрома Байконур и успешно выведен на орбиту Земли высотой 600 км с помощью ракеты-носителя Союз-2.1а с разгонным блоком «Фрегат-М», одновременно с 72 другими спутниками (Канопус-В-ИК, Звезда, четыре аппарата компании SatByul Co. LTD, два Corvus-BC, AISSat-3, Lemur+, Tyvark, МКА-Н, Flock 2k). Во время выхода на орбиту плёночный отражатель был аккуратно свёрнут внутри спутника, а после выхода на орбиту по плану должен был расправиться, принимая заданную форму в виде пирамиды с треугольным основанием. Несмотря на то, что запуск прошёл успешно, после отделения от разгонного блока «Фрегат» отражатели не были развёрнуты. По параметрам деградации орбиты установлено, что отражатель, скорее всего, не раскрылся. Так же было потеряно несколько других спутников этого запуска, одной из вероятных причин потери называлась некорректная работа разгонного блока «Фрегат».

## Цель проекта
Популяризация космонавтики и космических исследований в России, а также повышение привлекательности научно-технического образования в среде молодежи.

## Задачи
После выхода на орбиту спутник должен был раскрыть солнечный отражатель в виде пирамиды из металлизированной плёнки, которая в 20 раз тоньше человеческого волоса. «Маяк» на 25 дней должен был стать самой яркой мерцающей звездой на ночном небе, со звёздной величиной не более −10m (для сравнения, вспышка «Иридиума» достигает −9,5m). Планировалось, что солнечный отражатель «Маяка» станет эталонным объектом для проверки расчётов видимой звёздной величины космических объектов. При отслеживании полёта спутника в самых верхних слоях атмосферы могли быть получены новые сведения о плотности воздуха на большой высоте. Также, планировалось проведение испытания в реальном полёте аэродинамического тормозного устройства, которое в дальнейшем может быть использовано для сведения с орбиты космического мусора. В качестве тормозного устройства планировалось применять сам парус космического аппарата, который из-за большой площади поверхности мог способствовать более быстрому торможению спутника о верхние слои атмосферы.
«Маяк», оказавшись на орбите, не смог развернуть солнечный отражатель. Создатели спутника объяснили неудачу нештатной ситуацией.

## Состав аппарата
- Солнечный отражатель
- Светоотражающие поверхности
- Контейнер отражателя
- Механизм раскрытия
- Система управления
- Система электропитания
- Реактор-двигатель
- Силовая конструкция
- Источники энергии — химические источники тока